# Hoplitis galbula
Hoplitis galbula är en biart som först beskrevs av Warncke 1991.  Hoplitis galbula ingår i släktet gnagbin, och familjen buksamlarbin. Inga underarter finns listade i Catalogue of Life.